# Frondipora palmata
Frondipora palmata is een mosdiertjessoort uit de familie van de Frondiporidae. De wetenschappelijke naam van de soort is voor het eerst geldig gepubliceerd in 1875 door Busk.